# Le Peuple français (1893)
Pour les articles homonymes, voir Le Peuple français.
Le Peuple français est un journal publié en France entre 1893 et 1910. Il fut l'organe de presse de l'Union nationale de l'abbé Garnier.

## Histoire

### Le journal de l'abbé Garnier (1893-1908)

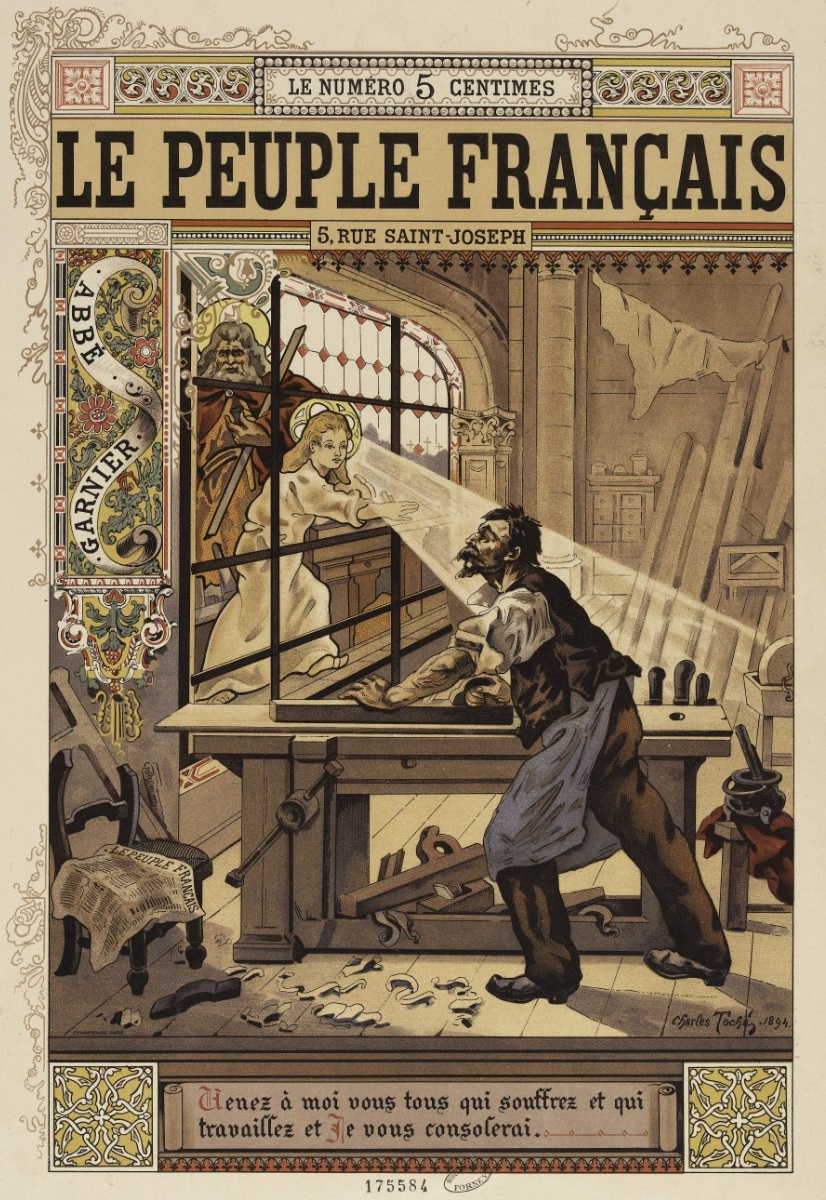
Affiche de Charles Toché pour Le Peuple français (avril 1894)

Publié quotidiennement à partir du 3 janvier 1894, Le Peuple français a déjà été inauguré par un numéro spécimen le jour de Noël précédent, le 25 décembre 1893. Celui-ci contient le programme du nouveau journal, exposé par son directeur, l'abbé Théodore Garnier, ancien rédacteur de La Croix. Ce programme, inspiré par le ralliement et le catholicisme social, contient plusieurs allusions cléricales et antisémites. Il annonce que Le Peuple français sera l'organe officiel de l'Union nationale, la ligue fondée par Garnier en 1892.
Les bureaux du journal sont tout d'abord installés au no 5 de la rue Saint-Joseph, à Paris puis, à partir du 30 mai 1894, au no 1 de la rue Feydeau. Le 11 février 1895, la rédaction est transférée au no 123 de la rue Montmartre, où l'administration la rejoint le 1er juin 1899.
Assez mal géré par l'abbé Garnier, le journal ne se vend pas bien et grève les finances de l'Union nationale. À partir de 1902, cette dernière est progressivement absorbée par l'Action libérale populaire de Jacques Piou.

### Le journal de Joseph Denais et Henri Bazire (1908-1910)
|                               |  |
| Joseph Denais et Henri Bazire |  |

Le nom de l'abbé Garnier est présent dans l'ours du quotidien jusqu'au 6 août 1908. La direction du journal est alors reprise par deux de ses rédacteurs, Joseph Denais-Darnays et Henri Bazire, catholiques sociaux issus de l'Association catholique de la jeunesse française et proches de Piou. Les bureaux sont transférés au no 142 de la rue Montmartre au début du mois de novembre suivant.
Dans le Peuple français du 11 novembre 1908, Bazire lance la candidature d'Édouard Drumont, directeur du journal antisémite La Libre Parole, au fauteuil 9 de l'Académie française.
En septembre 1910, Denais et Bazire achètent La Libre Parole avec l'appui financier du beau-père de Bazire et probablement avec celui de Paul Feron-Vrau (d), directeur des publications de la Bonne presse, qui était déjà intéressé à l'exploitation du Peuple français. Les deux journaux sont fusionnés le 1er octobre 1910 sous le titre du quotidien fondé par Drumont en 1892.
Le Peuple français du dimanche, supplément hebdomadaire illustré du Peuple français lancé le 25 avril 1901, sera quant à lui publié jusqu'en 1918.

## Collaborateurs
- J. Airaudi[8]
- Henri Bazire[9]
- abbé Eugène Beaupain[8]
- Gérard de Beauregard (d)[10]
- Amédée Bienaimé[10]
- Georges Blondel[8]
- Mgr Eugène Boeglin[8]
- Adéodat Boissard[10]
- Jules Bouvattier[9] (Saint-Julien)
- Augustin Boyer d’Agen (d)[10]
- P. Brault de Bournonville[8]
- Charles Brun[8]
- Henriette Brunhes[10]
- Paul Bureau[8]
- Louis Cadot[9]
- Léonce de Castelnau[10]
- Auguste Champetier de Ribes[11]
- Henri Chapoy (Campensis)[12]
- V. Cesconi[13]
- Ch. Claverie[8]
- L. Cousin[13]
- Henry Coutant[9] (Philippe Darlow)[14]
- abbé Léon Cros[9]
- Jules de Cuverville[10]
- abbé Pierre Dabry (d)[9]
- Emmanuel Dedé (d)[10]
- Joseph Denais[9]
- abbé Jean-Marie Desgranges[8]
- Louis Duval-Arnould[11]
- Joseph-Émile Fidao-Justiniani (d)[10]
- Eugène Flornoy[11]
- Hyacinthe de Gailhard-Bancel[11]
- Jean Gaillard[10]
- abbé Théodore Garnier[9]
- abbé Hippolyte Gayraud[8]
- Joseph Gellé[9]
- Mgr Charles Gibier[10]
- Marius Gonin[10]
- Pierre Goubie[11]
- Georges Goyau[11]
- Pierre Hardoin[11]
- Léon Harmel[8]
- Charles d'Hellencourt[8]
- Huet-Desaunay[15]
- abbé Félix Klein[8]
- Gaston Lacoin[10]
- Philippe de Las Cases (d)[10]
- J. Latour[10]
- François Laurentie[8]
- Pierre Le Cointe[11]
- abbé Jules-Auguste Lemire[8]
- Jean Lerolle[11]
- Fery de Ludre[10]
- Charles Lyonnais[8]
- Étienne Martin Saint-Léon (d)[10]
- Joseph Massabuau[13]
- Georges de Massüe[9]
- Gabriel Maucourt[13]
- Henri de Maynard[9]
- Georges Maze-Sencier (d)[10]
- Joseph Ménard[11]
- abbé Georges Mény[10]
- Albert de Mun[11]
- Louis Ollivier[10]
- Alfred Perrin[10]
- Robert Picot[10]
- Georges Piot[11]
- abbé Louis Poulin[10]
- abbé Camille Quiévreux[10]
- abbé Camille Ract (d)[9]
- Ambroise Rendu fils[10]
- Henry Reverdy[11]
- Jacques Rocafort (d)[10]
- Dominique Roland-Gosselin[10]
- abbé Jules-Alphonse-Ignace Rouiet (Yves Le Celte)[9]
- Gaston de Saint-Aubert[10]
- Marc Sangnier[8]
- Charles Simon[10]
- abbé Roger Soulange-Bodin[8]
- Jean des Tourelles[8]
- Max Turmann (d)[8]
- Robert Vallery-Radot[11]
- Charles Vanhooren[10]
- Louis Winnaert[8]
- Paul Vergnet (d)[9]
- Charles Viennet[10]
- François Veuillot[10]
- Joseph Zamanski[11]